# 백순보
백순보(白淳甫, 1922년 11월 20일 ~ 1988년 3월 30일)는 대한민국의 독립운동가이다. 본관은 수원(水原).

## 생애

### 독립 운동
그는 1941년 대한광복군에 입대하여 대한광복군 제3지대 본부 의무실에서 의무소대장과 구호중대장 등을 역임하였고 1945년 8월 15일, 중화민국 안후이 성 푸양에서 조선 광복을 목도하였다.

### 조선 광복 이후
이후 1946년 1월, 대한민국에 귀국한 그는 1946년 3월에서 1958년 3월까지 한국독립당 보건행정특보위원을 역임하였다. 이 와중 1956년 대한민국 국방대학교 행정학사 1기 학위하였다.

## 생전 서훈
- 1977년 대한민국 건국포장을 수여받았다.

## 사후 서훈 추서
- 그의 사후에도 대한민국 정부는 고인의 공훈을 기리고자 1992년 대한민국 건국훈장 애족장을 추서하였다.